# Marco Streller
Marco Streller (Basilea, Suiza, 18 de junio de 1981) es un exfutbolista suizo, que jugó como delantero y es conocido por sus años en el FC Basilea, del que se retiró en 2015, y la selección nacional de Suiza. Fue director deportivo de dicho club desde junio de 2017 hasta junio de 2019. Desde febrero de 2020 trabaja como experto en televisión para la emisora de televisión de pago suiza Teleclub.

## Selección nacional
Fue internacional con la Selección de fútbol de Suiza desde 2003 hasta 2011, jugando 42 partidos y anotando 19 goles.

### Participaciones en Copas del Mundo
| Mundial                        | Sede     | Resultado        |
| ------------------------------ | -------- | ---------------- |
| Copa Mundial de Fútbol de 2006 | Alemania | Octavos de final |

## Clubes
| Club          | País     | Año       |
| ------------- | -------- | --------- |
| FC Basel      | Suiza    | 2000-2002 |
| FC Thun       | Suiza    | 2002-2003 |
| FC Basel      | Suiza    | 2003      |
| VfB Stuttgart | Alemania | 2004-2006 |
| FC Colonia    | Alemania | 2006      |
| VfB Stuttgart | Alemania | 2006-2007 |
| FC Basel      | Suiza    | 2007-2015 |

## Palmarés

### Campeonatos nacionales
| Título           | Club          | País     | Año       |
| ---------------- | ------------- | -------- | --------- |
| Super Liga Suiza | FC Basel      | Suiza    | 2001-2002 |
| Copa Suiza       | FC Basel      | Suiza    | 2001-2002 |
| 1. Bundesliga    | VfB Stuttgart | Alemania | 2006-2007 |
| Copa de Suiza    | Basilea       | Suiza    | 2007-2008 |
| Super Liga Suiza | Basilea       | Suiza    | 2009-2010 |
| Copa de Suiza    | Basilea       | Suiza    | 2009-2010 |
| Super Liga Suiza | Basilea       | Suiza    | 2010-2011 |
| Super Liga Suiza | Basilea       | Suiza    | 2011-2012 |
| Copa de Suiza    | Basilea       | Suiza    | 2011-2012 |
| Super Liga Suiza | Basilea       | Suiza    | 2012-2013 |